# Nagano-præfekturet
Nagano-præfekturet (長野県 Nagano-ken) er et præfektur i Japan.
Præfekturet ligger i regionen Chūbu midt på den centrale del af Japans hovedø Honshū. Det har et areal på 13.585 km2
og et befolkningstal på 2.024.073 (2021) indbyggere. Hovedbyen og den største by er byen Nagano.